# Вильнаи, Зеэв
Зеэв Вильнаи (ивр. זאב וילנאי‎, первоначальные имя и фамилия Во́льф Абра́мович Ви́ленский; 12 июня 1900, Кишинёв, Бессарабская губерния — 21 января 1988, Иерусалим) — израильский географ, краевед и писатель.
Родители — Абрам Лейвиевич Виленский (1865—?, уроженец Рогачёва) и Хая Шаевна Фрейман (1874—?). В шестилетнем возрасте переехал с семьёй в Палестину, вырос в Хайфе. Служил военным топографом в Хагане, затем в Армии обороны Израиля. После демобилизации жил в Иерусалиме.
Зеэв Вильнаи — автор ряда путеводителей и книг для широкой публики по различным городам Израиля. Его «Путеводитель по Израилю» выдержал 27 переизданий и был переведён на ряд языков.
Лауреат премии Бялика (1981) и Государственной премии Израиля (1982). Почётный гражданин Иерусалима (1967).
Жена — Эстер Вильнаи; сын — израильский политик, депутат Кнессета, генерал-майор Матан Вильнаи (род. 1944).

## Книги

### На иврите
- Entziklopediya Liyidiat Haaretz (3 volumes) (1956)
- Yerushalayim (2 volumes) (1960—1962, 1970)
- Eretz Yisrael Betmunot Atikot (1961)
- Matzevot Kodesh Be’eretz Yisrael (1963)
- Tel Aviv-Jaffa (1965)
- Yehudah Veshomron (1968)
- Sinai, Avar Vehoveh (1969)
- Golan Vehermon (1970)
- Ariel — Entziklopediya Lidiyat HaAretz (10 volumes) (1976—1982)

### На английском языке
- Legends of Palestine (1932)
- The Guide to Israel (first published in 1955)
- The Holy Land in Old Prints and Maps (1965)
- The New Israel Atlas: Bible to Present Day (1968)
- The Changing Face of Acco
- Legends of Jerusalem (3 volumes)
- Legends of Judea and SamariaThe Vilnay Guide to Israel
- The Vilnay Guide to Israel: A new Millennium Edition (2 volumes) (1999)